# Мяткися (приток Авашлы)
Мяткися (баш. Мәтегисеү) — река в России, протекает в Зилаирском районе Республики Башкортостан на территории Зилаирского плато. Устье реки находится в 14 км по правому берегу реки Авашла. Длина реки составляет 10 км.

## Данные водного реестра
По данным государственного водного реестра России относится к Уральскому бассейновому округу, водохозяйственный участок реки — Большой Ик. Речной бассейн реки — Урал (российская часть бассейна).
Код объекта в государственном водном реестре — 12010000612112200005774.

## Карта
- Лист карты N-40-127 Петровка. Масштаб: 1 : 100 000. Издание 1979 г.